# Sekundärer Standard
Unter einem sekundären Standard versteht man eine Substanz, die zwar selbst keine Urtitersubstanz (primärer Standard) ist, aber einen sehr hohen Reinheitsgrad aufweist und, gegen eine Urtitersubstanz eingestellt, zur Einstellung von Maßlösungen geeignet ist. Dabei muss der sekundäre Standard nicht die strengen Anforderungen erfüllen, die an Urtitersubstanzen gestellt werden. Aufgrund der geringeren Beständigkeit bedarf es aber immer wieder einer neuen Einstellung des sekundären Standards.
Beispiele für sekundäre Standards:
- gegen Natriumcarbonat eingestellte Salzsäuremaßlösung
- gegen Kaliumbromat eingestelltes Natriumthiosulfat
- gegen Natriumchlorid eingestellte Silbernitratmaßlösung
- gegen Kaliumhydrogenphthalat eingestellte Perchlorsäuremaßlösung
- gegen Zink eingestellte Dinatriumethylendiamintetraessigsäuremaßlösung (Na2-EDTA)